# 亚雷德·阿斯梅罗姆
亚雷德·阿斯梅罗姆（Yared Asmerom，1980年2月4日—），生于阿斯马拉，厄立特里亚长跑运动员，专长马拉松项目。2005年，阿斯梅罗姆在世界半程马拉松锦标赛中以第9名完成比赛，同年的世界田径锦标赛马拉松项目他则获得第25名的成绩。2006年他参与了国际田联世界公路锦标赛，但没有完成比赛。2007年，他以第4名完成世界田径锦标赛马拉松项目。

## 外部連結
- 亚雷德·阿斯梅罗姆在的頁面